# Dumetia
Dumetia is een geslacht van zangvogels uit de familie Timaliidae (timalia's). 

## Soorten
Het geslacht telt twee soorten die beide voorkomen op het Indisch subcontinent:
- Dumetia atriceps  – Zwartvoorhoofdbabbelaar
- Dumetia hyperythra  – Roodbuikboomtimalia